# Brassaiopsis acuminata
Brassaiopsis acuminata är en araliaväxtart som beskrevs av Hui Lin Li. Brassaiopsis acuminata ingår i släktet Brassaiopsis och familjen Araliaceae. Inga underarter finns listade.